# Chapelle Saint-Roch de Montbois
Pour les articles homonymes, voir Chapelle Saint-Roch.
La chapelle Saint-Roch de Montbois (ou simplement chapelle de Montbois), est une chapelle située sur le territoire de la commune de Château-Chinon (Campagne), dans le département français de la Nièvre, au cœur du Morvan.

## Description

### Situation
La chapelle occupe le sommet d'une butte à une altitude de 461 m, au lieu-dit Montbois, près du hameau de l'Huis Gaudry, dans le nord du territoire de la commune de Château-Chinon (Campagne).
Elle est située en lisère d'un petit bois, aux bords de champs agricoles, et domine la vallée de l'Yonne et la forêt d'Outron.

## Mobilier
Trois statues se trouvaient dans la chapelle :
- Une statue polychrome en pierre de Saint Roch datant du XVIIe siècle représente le saint avec son bourdon de pèlerin en train de relever un pan de sa cape pour montrer son bubon, la plaie caractéristique de la peste bubonique, en haut de la cuisse. Un chien tenant un morceau de pain dans sa gueule se tient à ses pieds.
- Une statue de saint Gengoux (ou Saint Genou), également en pierre polychrome, datant elle aussi du XVIIe siècle, représente un personnage ayant vécu du temps de Pépin le Bref et très populaire dans le Morvan notamment pour être le patron des maris trompés, pour ses dons de guérir la goutte et de faire jaillir des sources d'eau avec son bâton.
- Une statue d'une Vierge à l'Enfant en bois polychrome et datant de 1632.

Toutes ces statues ont été léguées à la commune de Château-Chinon (Ville) durant le dernier quart du XXe siècle par Madame Giraud, propriétaire de l'époque. Elles sont désormais visibles au musée du Costume de Château-Chinon.

## Histoire
La chapelle fut construite par la famille Sallonyer à la suite de l'épidémie de peste bubonique qui sévit dans la région en 1588. Elle fut placée sous le vocable de saint Roch qui consacra une partie de sa vie à venir en aide aux pestiférés.
Par héritage, elle entre en la possession de la famille de Chabannes. Louise-Henriette de Chabannes l'apporte ensuite en dot à la famille de Saint-Phalle.
Le 26 février 1859, le comte Édouard de Saint-Phalle en fait don à la fabrique de Château-Chinon. Cet évènement est commémoré par l'installation d'une plaque à l'intérieur de la chapelle sur laquelle on peut lire ces mots :

« Cette chapelle a été donnée par Mr le comte Édouard de Saint-Phalle le 26 février 1859 à la fabrique de Château-Chinon à la condition que chaque fois qu'un prêtre s'y rendra en procession, il dira un pater en l'intention du donateur et en celle de sa famille. »